# Podoplanina

Podoplanina – jest glikoproteiną błonową podocytów o ciężarze 43 kD, kodowane przez gen PDPN. Białko to wstępuje tylko na szczytowej części wypustek stopowatych podocyta, które mu przypisuje się zdolność do kontrolowania ich kształtu.
Breiteneder-Geleff i wsp. zauważyli, że zmniejszona ilość podoplaniny wiązała się ze spłaszczeniem wyrostków stopowatych. Podoplanina jest też jednym z białek, które odgrywają rolę w połączeniu między wyrostkami stopowatymi i błoną podstawną. Podanie szczurom przeciwciał przeciwko podoplaninie powoduje zanik wyrostków stopowatych i pojawienie się białkomoczu.
Jej ekspresję wykazano również w naczyniach limfatycznych, pneumocytach  typu  I,  osteocytach,  osteoblastach  i komórkach mezotelium.